# Futuro perfetto
Il futuro perfetto, noto anche come futuro esatto, è un tipo di futuro del greco antico. È detto anche futuro a raddoppiamento perché è costruito sul tema raddoppiato del perfetto. Talvolta è detto impropriamente anche futuro anteriore, ma la qualifica di "anteriore" è inesatta e fuorviante perché il greco esprime il tempo in modo assoluto: questo futuro infatti non esprime mai l'anteriorità relativa al futuro semplice, ma soltanto il risultato o lo stato nel futuro derivante da un'azione precedente.
Il futuro perfetto in origine possedeva senso desiderativo, ma successivamente, a causa delle forti affinità con il futuro e con il perfetto, finì per trasportare nel futuro il valore del perfetto.
Si forma aggiungendo al tema del perfetto di un verbo il suffisso -σ- del futuro, con le stesse regole; la coniugazione è identica a quella del futuro. Esiste alla diatesi attiva e a quella medio-passiva (questo futuro, diversamente da quello semplice, unisce il medio e il passivo). Come il futuro semplice, ha solo due modi finiti (indicativo e ottativo) e due forme nominali (infinito e participio).

## Futuro perfetto attivo
Ha due forme: una monolettica (propria però solo di tre verbi) e una perifrastica (participio perfetto attivo + futuro di εἰμί: λελυκὼς ἔσομαι, λελυκὼς ἔσῃ, λελυκὼς ἔσται, ecc.),in questo caso nel genere maschile, per il femminile e il neutro seguiranno le regolari declinazioni del in VT alfa impuro (femminile) e in tema della II declinazione per il neutro + il verbo essere al futuro. La perifrastica è usata da tutti gli altri verbi.
I tre verbi che presentano la forma monolettica hanno tutti e tre il tema terminante in -κ- (i primi due hanno il perfetto primo, l'ultimo viene da un perfetto fortissimo senza presente):
- τεθνήξω (da θνῄσκω)
- ἑστήξω (da ἵστημι)
- εἴξω (dal grado medio ϝεικ- della radice del perfetto III senza presente ἔοικα)

Costruzione di εἴξω:
| Radice senza raddoppiamento | Caratteristica del futuro | Terminazione |
| εἴκ-                        | -σ-                       | -ω           |
| --------------------------- | ------------------------- | ------------ |

Costruzione di τεθνήξω (da θνῄσκω):
| Raddoppiamento | Radice | Ampliamento del perfetto I | Caratteristica del futuro | Terminazione |
| τε-            | -θνή-  | -κ-                        | -σ-                       | -ω           |
| -------------- | ------ | -------------------------- | ------------------------- | ------------ |

|              | Indicativo                     | Ottativo    |
| ------------ | ------------------------------ | ----------- |
| 1º singolare | τεθνήξω                        | τεθνήξοιμι  |
| 2º singolare | τεθνήξεις                      | τεθνήξοις   |
| 3º singolare | τεθνήξει                       | τεθνήξοι    |
| 2º duale     | τεθνήξετον                     | τεθνήξοιτον |
| 3º duale     | τεθνήξετον                     | τεθνηξοίτην |
| 1º plurale   | τεθνήξομεν                     | τεθνήξοιμεν |
| 2º plurale   | τεθνήξετε                      | τεθνήξοιτε  |
| 3º plurale   | τεθνήξουσιν                    | τεθνήξοιεν  |
| Infinito     | Participio                     |             |
| τεθνήξειν    | τεθνήξων, τεθνήξουσα, τεθνῆξον |             |

## Futuro perfetto medio-passivo
La diatesi medio-passiva è molto più attestata di quella attiva; si forma unendo al tema del perfetto il suffisso del futuro -σ- e le desinenze principali medio-passive con vocale tematica; esiste anche la forma perifrastica formata dal participio perfetto medio-passivo, con declinazione maschile, femminile  e neutro, e il futuro coniugato di εἰμί (λελυμένος, -μένη, -μενον ἔσομαι, ecc.).
| Raddoppiamento | Radice | Caratteristica del futuro | Vocale tematica | Terminazione |
| λε-            | -λύ-   | -σ-                       | -ο-             | -μαι         |
| -------------- | ------ | ------------------------- | --------------- | ------------ |

|              | Indicativo                           | Ottativo                |
| ------------ | ------------------------------------ | ----------------------- |
| 1º singolare | λελύσομαι                            | λελυσοίμην              |
| 2º singolare | λελύσῃ (< *λελύσεσαι)                | λελύσοιο (< *λελύσοισο) |
| 3º singolare | λελύσεται                            | λελύσοιτο               |
| 2º duale     | λελύσεσθον                           | λελύσοισθον             |
| 3º duale     | λελύσεσθον                           | λελυσοίσθην             |
| 1º plurale   | λελυσόμεθα                           | λελυσοίμεθα             |
| 2º plurale   | λελύσεσθε                            | λελύσοισθε              |
| 3º plurale   | λελύσονται                           | λελύσοιντο              |
| Infinito     | Participio                           |                         |
| λελύσεσθαι   | λελυσόμενος, λελυσομένη, λελυσόμενον |                         |

Esiste inoltre un futuro perfetto formato sul tema ἰδ-/εἰδ-/οἰδ-, e quindi derivante da οἶδα; il significato sarà ovviamente "saprò" (per aver visto). Ha una forma media dal significato attivo (εἴσομαι, da εἴδ-σομαι) e una forma attiva (εἰδήσω, con ampliamento in -η-):
|                 | Indicativo attivo           | Ottativo attivo | Indicativo medio               | Imperativo medio |
| --------------- | --------------------------- | --------------- | ------------------------------ | ---------------- |
| 1º singolare    | εἰδήσω                      | εἰδήσοιμι       | εἴσομαι                        | εἰσοίμην         |
| 2º singolare    | εἰδήσεις                    | εἰδήσοις        | εἴσῃ                           | εἴσοιο           |
| 3º singolare    | εἰδήσει                     | εἰδήσοι         | εἴσεται                        | εἴσοιτο          |
| 2º duale        | εἰδήσετον                   | εἰδήσοιτον      | εἴσεσθον                       | εἴσοισθον        |
| 3º duale        | εἰδήσετον                   | εἰδησοίτην      | εἴσεσθον                       | εἰσοίσθην        |
| 1º plurale      | εἰδήσομεν                   | εἰδήσοιμεν      | εἰσόμεθα                       | εἰσοίμεθα        |
| 2º plurale      | εἰδήσετε                    | εἰδήσοιτε       | εἴσεσθε                        | εἴσοισθε         |
| 3º plurale      | εἰδήσουσι(ν)                | εἰδήσοιεν       | εἴσονται                       | εἴσοιντο         |
| Infinito attivo | Participio attivo           | Infinito medio  | Participio medio               |                  |
| εἰδήσειν        | εἰδήσων, εἰδήσουσα, εἰδῆσον | εἴσεσθαι        | εἰσόμενος, εἰσομένη, εἰσόμενον |                  |